# Thierry Fabre (écrivain)
Pour les articles homonymes, voir Thierry Fabre et Fabre.
Thierry Fabre, né le 28 juillet 1960, est un écrivain, journaliste et politologue français qui œuvre à la promotion d'un universalisme méditerranéen. Il est rédacteur en chef de la revue phocéenne La Pensée de midi et fondateur et organisateur des « Rencontres d'Averroès », qui se tiennent chaque année sur le littoral méridional depuis 1994.

## Biographie
Il est diplômé de l'IEP de Paris en 1985. Il soutient en 2003 une thèse de doctorat sur travaux en sciences politiques, consacrée à la Méditerranée comme « frontières et passage », sous la direction de Bruno Étienne.
Il dirige la collection Bleu chez Actes Sud qui a notamment édité L'Immeuble Yacoubian d'Alaa al-Aswani.
Il anime une émission de radio, Au rendez-vous de midi, sur Radio Grenouille (88.8 FM) depuis octobre 2007.
Il est également le coordinateur scientifique du réseau d'excellence des centres de recherche en sciences humaines sur la Méditerranée (Ramses²) à la Maison méditerranéenne des Sciences de l'homme d'Aix-en-Provence.
De 2010 à 2017, il a été directeur du développement culturel et des relations internationales du Mucem, à Marseille.

## Œuvres
- Le Noir et le bleu (Librio, 1998)
- Traversées (Actes  Sud, 2001), Grand Prix littéraire de Provence
- Les Représentations de la Méditerranée (Maisonneuve et Larose, 2000)
- Éloge de la pensée de midi (Actes Sud, 2007)
- Histoires d'un 20 janvier : Récits  (Actes Sud, mai 2010)